# Redecilla del Campo
Redecilla del Campo è un comune spagnolo di 71 abitanti situato nella comunità autonoma di Castiglia e León.

## Località
Il comune comprende le seguenti località:
- Redecilla (capoluogo)
- Quintanilla del Monte en Rioja
- Sotillo de Rioja